# Ofek-9
Ofek-9, noto anche come Ofeq 9, è parte della famiglia Ofek di satelliti di osservazione della terra progettato e costruito da Israel Aerospace Industries (IAI) per il Ministro della difesa.
È stato lanciato il 22 giugno 2010 dalla Base aerea di Palmachim in Israele.